# Майдан Незалежності (Рівне)
У Вікіпедії є статті про інші площі з назвою Майдан Незалежності (значення)
Майда́н Незале́жності — центральна площа міста Рівне, названа на честь державної незалежності України.
Майдан Незалежності розташований з північного боку вулиці Соборної, біля її перехрестя з вулицею Міцкевича та вулицею В'ячеслава Чорновола.

## Історія
До радянської окупації міста головними площами були Казармений майдан та Замкова площа, які нині не існують.

### Радянська окупація
З 1940-х по 1960-і роки центральною площею міста, фактично, була Театральна площа.
В той час на території сучасного майдану Незалежності розташовувалася будинкова забудова. У 1960-х старі будинки було знесено й утворено площу Леніна, на якій з 1968 року відбувалися всі головні заходи міста. У 1967 році тут було встановлено пам'ятник лідерові більшовиків та організаторові Червоного терору В. І. Леніну.

### Вільна Україна
В липні 1991 року, ще до здобуття Україною незалежності, площу Леніна перейменовано на майдан Незалежності.
25 серпня 1991 року, під час 15-тисячного мітингу з нагоди проголошення Незалежності України, пам'ятник Леніну було демонтовано.
22 травня 1999 року на майдані Незалежності було відкрито пам'ятник Т. Г. Шевченку. До того єдиним пам'ятником поетові в місті було погруддя в Парку ім. Шевченка.

### Сучасність
Під час Революції гідності на майдані Незалежності розташовувалося наметове містечко, відбувалися віча тощо.
Нині на майдані Незалежності розташовані пам'ятник Тарасові Шевченку, кінопалац «Україна», відбуваються різноманітні політичні, культурно-мистецькі заходи та святкування.